# Acanthopleura spinosa
Acanthopleura spinosa är en blötdjursart som först beskrevs av Bruguiere 1792.  Acanthopleura spinosa ingår i släktet Acanthopleura och familjen Chitonidae. Inga underarter finns listade i Catalogue of Life.